# Lindsay Fletemier
Lindsay Fletemier (9 marzo 1988) è un'ex pallavolista statunitense.
Giocava nel ruolo di centrale.

## Carriera
La carriera di Lindsay Fletemier inizia quando entra a far parte della squadra della University of Dayton: con la sua università prende parte alla Division I NCAA dal 2006 al 2010, saltando tuttavia la prima stagione ed ottenendo anche qualche riconoscimento individuale.
Nella stagione 2011 inizia la carriera professionistica nella Liga Superior portoricana, dove gioca per le Criollas de Caguas senza tuttavia concludere il campionato. Nel campionato 2011-12 gioca invece nella SM-Liiga finlandese col Liiga Eura, prima di tornare nella stagione 2013 in Porto Rico, dove gioca per le Gigantes de Carolina, concludendo la propria carriera.

## Palmarès

### Premi individuali
- 2009 - All-America Third Team
- 2010 - All-America Second Team